# Reakcja fotochemiczna
Reakcja fotochemiczna – reakcja chemiczna zachodząca pod wpływem promieniowania elektromagnetycznego. Reakcję taką może wywoływać zarówno światło widzialne, podczerwień, ultrafiolet, a nawet promieniowanie rentgenowskie i radiowe fale ultrakrótkie.
Cząsteczki substratu (lub substratów) absorbują kwant promieniowania elektromagnetycznego (foton) o odpowiedniej energii potrzebnej do przejścia w stan wzbudzony lub wolny rodnik. Cząsteczka w stanie wzbudzonym może ulegać dalszym reakcjom z innymi substratami, reagować sama za sobą lub z drugą podobną cząsteczką, jak również może ulec rozpadowi:

## Przykłady
AgBr + hν → Ag + Br• - reakcja rozpadu bromku srebra pod wpływem światła
Cl2 + hν → 2 Cl• - powstanie wolnego rodnika,
który następnie reaguje dalej:
CH4 + Cl• → CH3• + HCl
W reakcji tej powstaje kolejny wolny rodnik, co zapoczątkowuje reakcję łańcuchową.
Poza tymi przykładami jest jeszcze wiele innych reakcji tego typu, np. faza jasna fotosyntezy.